# Regent Emirates Pearl
Le Regent Emirates Pearl est un gratte-ciel de 255 mètres construit en 2016 à Abou Dabi aux Émirats arabes unis.